# Heroic bloodshed
Heroic bloodshed, eller Hong Kong Blood Opera, är en genre av actionfilm som har sitt ursprung i Hongkong, och som är centrerad kring stiliserade actionscener och dramatiska teman som brödraskap, heder och våld. Andra rådande teman är protagonistens frälsning. Termen heroic bloodshed myntades av brittiske fanzineredaktören Rick Baker på det sena 1980-talet, speciellt syftande på stilarna av regissörerna John Woo och Ringo Lam. Den kinesiska titeln på Woos film The Killer är Blodsutgjutelse av två hjältar (Bloodshed of Two Heroes).
Hong Kong Blood Operas är filmer där en sentimental historia flätas samman med balettliknande våld. De här filmerna gjordes populära av regissören John Woo och skådespelare som Chow Yun Fat eller Leslie Cheung.

## Amerikanisering
Då John Woo gick över till den amerikanska marknaden, gjorde han många filmer med samma Blood Opera-stil. Först gjorde han Face/Off. Woo regisserade också Mission: Impossible 2, uppföljaren till Brian De Palmas Mission: Impossible. Många tycker att de filmer som John Woo gjort i USA är sämre än de som han gjorde tidigare i Hong Kong.

## Heroic Bloodshed-filmer

### Kinesiska
- A Better Tomorrow (1986)
- A Better Tomorrow II (1987)
- City on Fire (1987)
- The Killer (1989)
- Once a Thief (1991)
- Hard Boiled (1992)
- Peace Hotel (1995)
- Fulltime Killer (2001)

### Amerikanska
- The Replacement Killers
- Face/Off
- Hard Target

## Detaljer
- Protagonisterna i dessa filmer är oftast mördare med en strikt etisk kod, vilket i somliga fall leder till att de förråder sin arbetsgivare, eller poliser med samvete, som inte kan korrumperas på något sätt och ofta är modellerade efter detektiven i Hard Boiled.
- Duvor är en tradition i Woos filmer och de symboliserar själens renhet. De är särskilt tydliga i The Killer, Hard Boiled, Hard Target, Face/Off och Mission: Impossible 2.
- Bossarna i de onda gängen skildras ofta som nästan osårbara, ända tills de dödar protagonisten. Sedan kommer någon annan karaktär in för att ge bossen det han förtjänar.
- Karaktärer (särskilt huvud-antagonisten) klär sig ofta i vitt innan en dramatisk strid för att betona blodet från sina skottskador.